# Vriesea longicaulis
Vriesea longicaulis är en gräsväxtart som först beskrevs av John Gilbert Baker, och fick sitt nu gällande namn av Carl Christian Mez. Vriesea longicaulis ingår i släktet Vriesea och familjen Bromeliaceae. Inga underarter finns listade i Catalogue of Life.